# Kőszegfalva

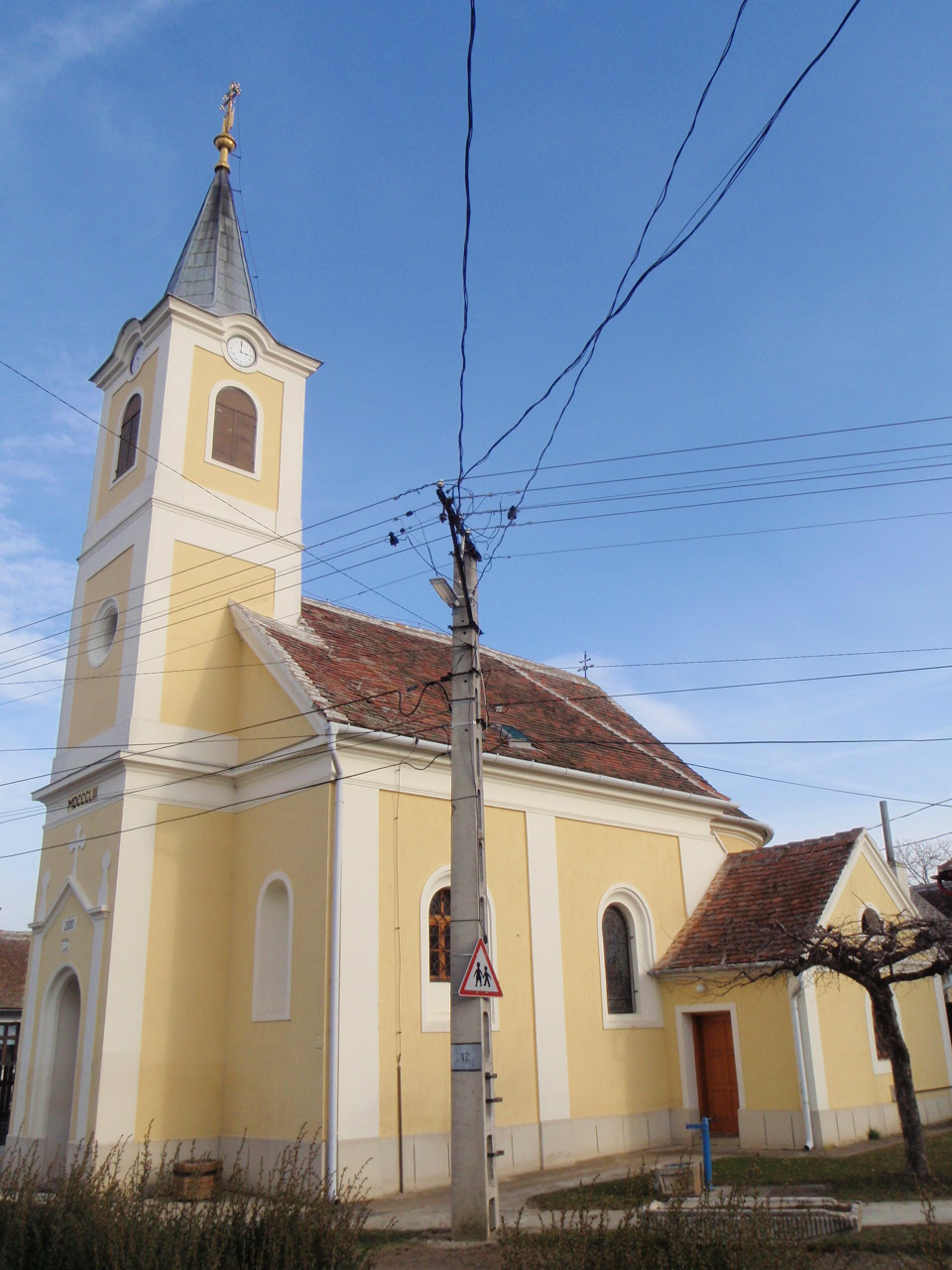
Dem heiligen Leonhard geweihte Kirche des Dorfs

Kőszegfalva (bis 1896 Svábfalu, deutsch Schwabendorf) ist ein Ortsteil von Kőszeg (Güns) in Ungarn. Das Dorf liegt etwa 5 km hinter der österreichisch-ungarischen Grenze.

## Geschichte
Schwabendorf wurde 1712 auf Betreiben der Stadt Güns gegründet. Das Dorf selbst blieb von Anfang an stets im Besitz der Stadt Güns. Ziel war es die durch Krieg und Pest dezimierte Bevölkerung der Umgebung zu erhöhen. Dazu wurden Schwaben aus Kimratshofen in Bayern angesiedelt. Die ersten Siedler kamen 1713 an. 1760 lebten im Ort bereits 24 Familien. Aufgrund der sprachlichen Unterschiede zum bairisch-österreichischen Dialekt der Bevölkerung der Stadt Güns und den ungarischen Dörfern des Umlands, blieb das Dorf sprachlich abgesondert.
Schwabendorf erhielt 1752 eine eigene Kapelle, welche 1850 abgerissen wurde und durch die noch heute bestehende, dem heiligen Leonhard geweihte, Kirche ersetzt wurde.
Ab Ende des 19. Jahrhunderts wurde die Bevölkerung des Dorfes, ähnlich wie auch die der Stadt Güns, zunehmend magyarisiert. Beide Orte verloren etwa um die Jahrhundertwende ihre deutschsprachige Mehrheit.
1896 wurde Schwabendorf aufgrund der sich verstärkenden Magyarisierungspolitik in Kőszegfalva (Günsdorf) umbenannt. 1938 erhielt der Ort eine eigene Bahnhaltestelle. Nach dem Zweiten Weltkrieg wurden etwa 90 Angehörige der deutschsprachigen Minderheit vertrieben.